# جون ييتس بييل
جون ييتس بييل (بالإنجليزية: John Yates Beall) هو قرصان رسمي أمريكي، ولد في 1835 في فيرجينيا الغربية في الولايات المتحدة، وتوفي في 24 فبراير 1865 في Fort Jay ‏ في الولايات المتحدة بسبب شنق.